# Competența jurisdicțională internațională
Competența jurisdicțională internațională este un concept specific dreptului internațional privat. Se referă la faptul că instanțele unei anumite țări vor fi cele mai în măsură să judece și să soluționeze un caz cu caracter internațional. Un litigiu are caracter internațional în cazul în care, de exemplu, părțile sunt de naționalități diferite sau nu sunt rezidente ale aceleiași țări. Într-o astfel de situație, instanțele mai multor țări pot să aibă competență asupra acelui caz și astfel apare un conflict de jurisdicție. Normele privind competența jurisdicțională internațională stabilesc criteriile de determinare a țării ale cărei instanțe vor avea competență asupra cazului.